# Philéas Jaricot
Pour les articles homonymes, voir Jaricot.
Nicolas Philéas Jaricot, communément appelé Philéas Jaricot, né le 2 février 1797 à Lyon (France) et décédé le 26 février 1830 à Lyon, est un prêtre catholique français des Missions étrangères de Paris.
Se destinant à partir comme missionnaire en Chine il collabore avec sa sœur Pauline Jaricot à la récolte de fonds pour les missions étrangères.

## Biographie
Philéas Jaricot est le sixième enfant de sa famille (sur sept).
Le 8 décembre 1817, il entre à la Congrégation des Messieurs de Lyon, dont son frère Paul est également membre,.
Le préfet de la congrégation, Mathieu Garnier, l'affecte à la section de la charité, dont il devient le secrétaire. C'est à ce titre que l'abbé Rondot lui demande de venir en aide aux missionnaires de la rue du Bac.
Encouragé par son supérieur, le père Charles-François Langlois, il organise des collectes de fonds pour les missionnaires envoyés en Extrême-Orient, notamment en Chine, par les Missions étrangères de Paris.
À partir de 1818, il encourage sa sœur Pauline Jaricot dans son projet de fonder une œuvre d'aide aux missions catholiques (ce qui sera à partir du 3 mai 1822 l'asociation de la Propagation de la foi, qui deviendra à son tour le 3 mai 1922 l'Œuvre pontificale de la propagation de la foi).
En 1819 (à 23 ans), il entre au séminaire de Sainte-Foy-l'Argentière (Rhône).
Le 20 octobre 1820, il rejoint le séminaire Saint-Sulpice (Paris), où il se destine à devenir missionnaire en Chine.
Le 20 décembre 1823, il est ordonné prêtre.
Le 30 novembre, 1826, il est nommé aumônier à l'Hôtel-Dieu (hôpital) de Lyon.
À Philéas qui voudrait aller en Chine, Pauline exprime son souhait de le suivre. Philéas lui répond que ce n’est pas possible : « Pauvrette, tu peux pas, mais tu prendras un râteau, tu ramasseras des tas d’or, tu me les enverras »
Il entretient, avec sa sœur Pauline une correspondance active, en partie consacrée à son rêve d'assurer un soutien financier aux missions. Une partie de cette correspondance a été publiée dans l'ouvrage Quelques pages de souvenirs sur la courte vie d'un vrai prêtre de Jésus-Christ consacré à Philéas Jaricot.
Le 26 février 1830 (33 ans) décès de Philéas Jaricot sans qu'il est eut le temps de partir en missions à l'étranger.